# گمینا نووا سوخا
گمینا نووا سوخا (به لهستانی:  Gmina Nowa Sucha) یک گمینا در لهستان است که در شهرستان سوخاچف واقع شده‌است. گمینا نووا سوخا ۹۰٫۳۴ کیلومتر مربع مساحت و ۵٬۹۶۶ نفر جمعیت دارد.